# 布奧爾哈亞灣
布奧爾哈亞灣是俄羅斯的海灣，位於拉普捷夫海，由薩哈共和國負責管轄，長120公里、寬110公里，最大深度18米，是奧莫洛伊河注入拉普捷夫海的地點。